# روني ليهي
روني ليهي (بالإنجليزية: Ronnie Leahy)‏ هو موسيقي بريطاني، ولد في 4 أكتوبر 1947 في غلاسكو في المملكة المتحدة.

## وصلات خارجية
- روني ليهي على موقع IMDb (الإنجليزية)
- روني ليهي على موقع ميوزك برينز (الإنجليزية)
- روني ليهي على موقع أول ميوزيك (الإنجليزية)
- روني ليهي على موقع ديسكوغز (الإنجليزية)